# Territoire non organisé de Cochrane Sud-Est
Le Territoire non organisé de Cochrane Sud-Est est un territoire non érigé en municipalité de la province canadienne d'Ontario, comprenant une petite partie du district de Cochrane entourée de la municipalité de Black River-Matheson au nord, à l'est et à l'ouest, et du territoire non organisé de Timiskaming Ouest (district de Timiskaming) au sud. Il est traversé du nord au sud par la route 11. Il constitue la limite la plus méridionale de la Grande Ceinture d'Argile du Nord de l'Ontario.
D'une superficie de 53,19 kilomètres carrés, le territoire non organisé de Cochrane Sud-Est compte une population de 15 habitants lors du recensement du Canada de 2011. Le seul hameau du territoire non organisé est la ville fantôme de Bourkes, située au croisement de la route de Bourkes et du passage à niveau du chemin de fer Ontario Northland. 
La région est initialement colonisée par des immigrants scandinaves vers 1911 comme région d'élevage laitier et, en 1914, elle compte un magasin, une gare et une voie d'évitement, une école, un bureau de poste et un dortoir ainsi que deux mines d'or. La population culmine à 300 dans les années 1930, mais diminue lentement après la fermeture des deux mines d'or locales et le ralentissement du commerce du bois. Le bureau de poste est fermé en 1969 et le dernier magasin ferme dans les années 1970. Aujourd'hui, il ne reste que le dortoir désaffecté et quelques maisons dispersées de l'ancienne ville.

## Démographie
Population : 
- Population en 2021 :
- Population en 2016 : 10
- Population en 2011 : 15
- Population en 2006 : 25
- Population en 2001 : 21
- Population en 1996 : 29
- Population en 1991 : 38